# Manoel Messias Silva Carvalho
Manoel Messias Silva Carvalho, meglio conosciuto come Manoel (Bacabal, 26 febbraio 1990), è un calciatore brasiliano, difensore della Fluminense.

## Carriera
Nel 2009 debutta da professionista con la maglia del Atlético Paranaense.

## Palmarès

### Club

#### Competizioni statali
- Campionato Paranaense: 1

Atlético Paranaense: 2009
- Campionato Carioca: 1

Fluminense: 2022
- Taça Guanabara: 1

Fluminense: 2022

#### Competizioni nazionali
- Campionato brasiliano: 1

Cruzeiro: 2014
- Coppa di Turchia: 1

Trazbonspor: 2019-2020

#### Competizioni internazionali
- Coppa Libertadores: 1

Fluminense: 2023
- Recopa Sudamericana: 1

Fluminense: 2024